# Lujo Šafranek-Kavić
Lujo Šafranek-Kavić , hrvaški skladatelj in glasbeni kritik, * 12. oktober 1882, Zagreb, † 18. julij 1940, Zagreb, Hrvaška.
Šafranek-Kavić je najbolj znan kot skladatelj dveh oper. To sta:
- Medvedgrajska kraljica
- Hasanaginica

Slednja opera je bila uprizorjena na odru ljubljanske Opere leta 1930. 